# Chapelle des Mages

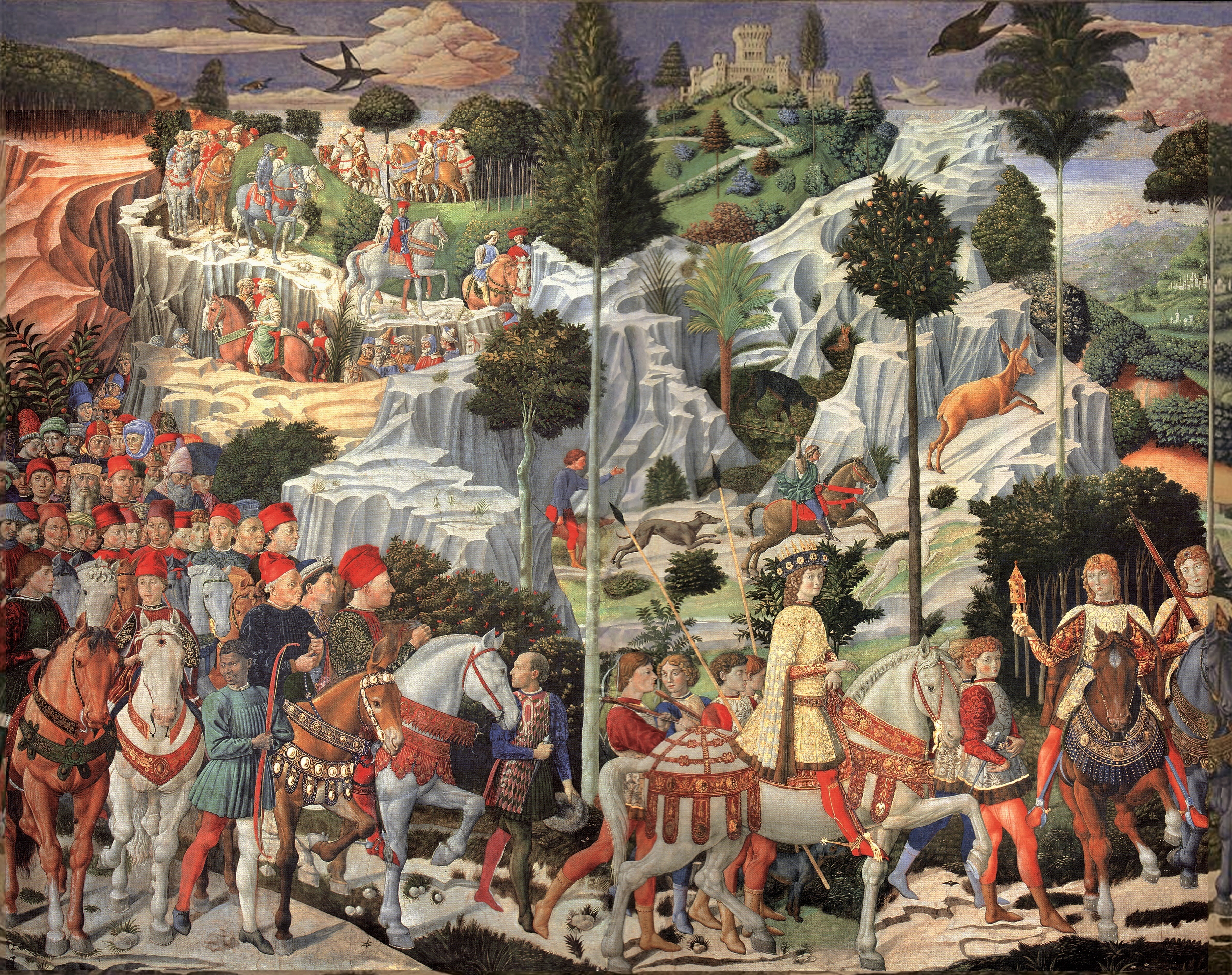
Partie est : La procession est dirigée par Laurent le Magnifique, suivi de son père Pierre et de son grand-père « Cosme l’Ancien ».

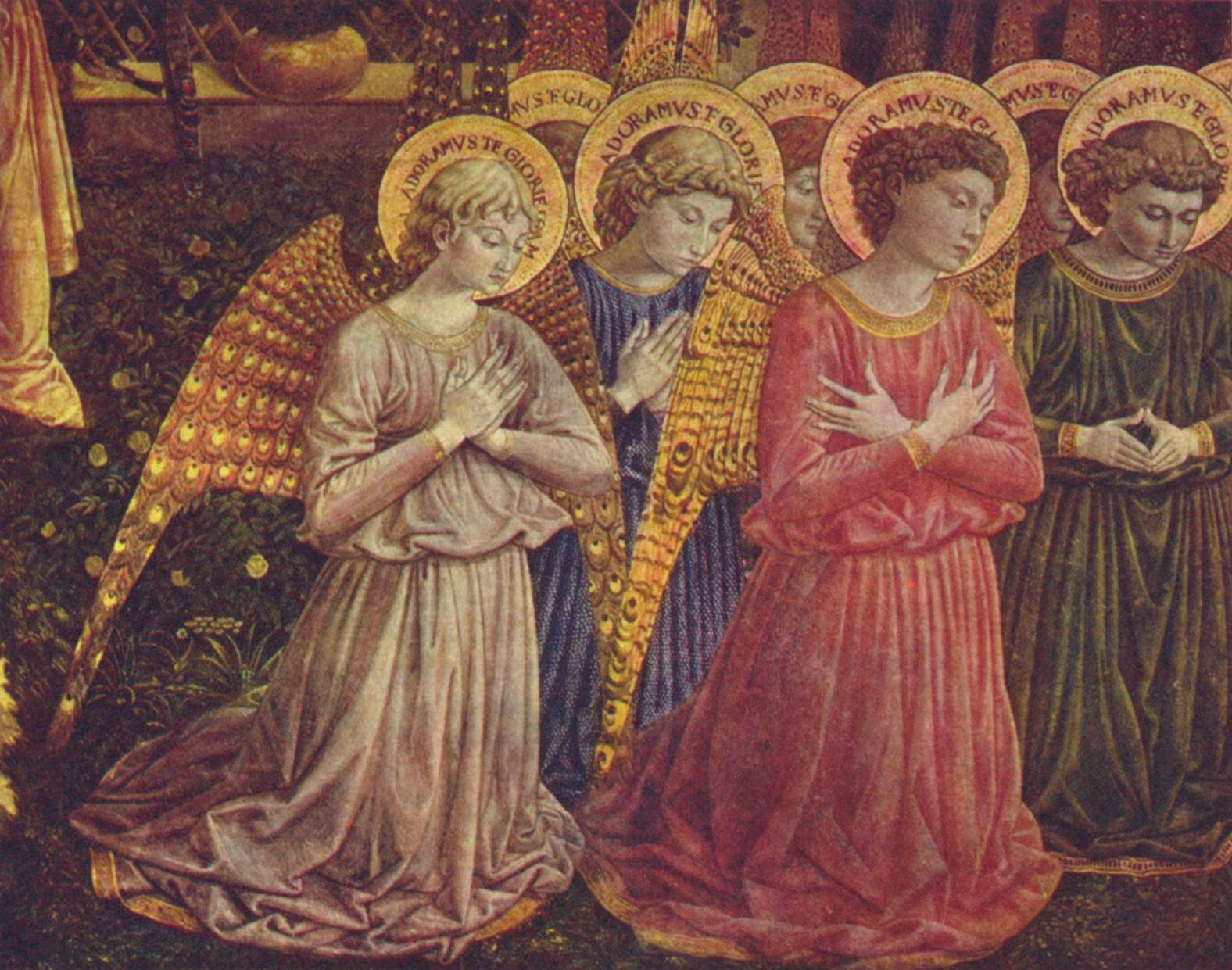
Chœurs d'anges priant, fresques de l'abside

La chapelle des Mages ou cappella dei Magi désigne un ensemble de fresques situé au piano nobile (étage noble) du premier étage du palais Medici-Riccardi à Florence.
Le cycle de fresques représentant le cortège des Mages est la première décoration qui complète l'édifice de Michelozzo, le chef-d'œuvre du Florentin Benozzo Gozzoli, élève de Fra Angelico, avec qui il avait collaboré pour la chapelle Nicoline du palais du Vatican.  L’œuvre date du XVe siècle.

## Histoire
L'espace utilisé était la chapelle privée de la famille qui a été réalisée en 1459, dont la forme d'origine est quadrangulaire (aujourd'hui un angle a été coupé pour des travaux aux salons au XVIIe siècle), avec une petite abside toujours à plan carrée, sans fenêtres avec un sol en marqueterie de marbres anciens et des plafonds décorés de bois sculptés, peints et dorés, établis sur les dessins de Giuliano da Sangallo.
La famille Médicis, patronne de la confraternita dei Magi qui avait son siège au couvent San Marco proche, organisait pour l'épiphanie des représentations grandioses de l'épisode biblique avec un long cortège qui passait devant leur palais. Les fresques de Gozzoli pourraient donc en être une répétition spectaculaire.
Pour produire un effet de magnificence, Gozzoli a utilisé des matériaux rares et coûteux, comme le lapis-lazuli destiné aux fonds bleus, les laques brillantes et l'or scintillant dans la lumière tremblante des cierges.

## Les fresques

### Le cortège des Mages
Sur trois des murs figure la Cavalcata dei Magi (le cortège des Mages), un sujet religieux qui sert de prétexte pour représenter un sujet politique précis qui donna du lustre à la maison Médicis : le cortège de personnalités arrivées à Florence depuis Ferrare à l'occasion du concile de Bâle (1438-1439). À cette occasion les Médicis eurent l'honneur de présider à la réunification entre l'Église latine et l'Église byzantine, même, si par la suite, cet accord resta seulement sur le papier.
Plusieurs fresques sont dispersées sur les différents murs ou panneaux :
- face est : il corteo del magio Gaspare, le cortège de Gaspard, le plus jeune, en blanc, accompagné des membres de la famille Médicis, représenté par une version idéalisée de Laurent.
- face sud : il corteo del magio Baldassarre, le cortège de Balthazar, dans la force de l'âge, en vert, représenté par Jean VIII Paléologue de Byzance.
- face ouest : il corteo del magio Melchiorre, le cortège de Melchior, le plus âgé, en rouge et en tête du cortège, représenté par Sigismond de Luxembourg.
- face nord : gli angeli : les anges.
- la veglia dei pastori, la veillée des bergers.

Sur la fresque, dans un cortège ininterrompu, vu d'une courbe de son parcours, sont visibles l'opulence et l'exotisme des dignitaires byzantins qui peuvent donner la mesure de l'impact sur la population florentine, y compris sur les nombreux artistes de cette période à Florence.
Dans un paysage de style du gothique flamboyant, sont représentés des châteaux, des scènes de chasse et des plantes fantastiques, inspirés probablement à des tapisseries flamandes, et les membres de la famille Médicis sont représentés au premier plan sur le mur à droite de l'autel, personnifiés dans les figures à cheval :
- le jeune Laurent le Magnifique en grande pompe précède le cortège sur un cheval blanc, le suivent son père Piero il Gottoso et le chef de la famille Cosme l'ancien.
- suivent deux dignitaires italiens, Sigismondo Malatesta et Galéas Marie Sforza, seigneurs respectivement de Rimini et de Milan (bien qu'ils ne participèrent pas au concile, ils étaient dans ces années-là les invités des Médicis, et sont ici représentées pour célébrer les succès politiques de la maison).
- derrière eux, se prolonge un cortège de Florentins illustres parmi lesquels les humanistes Marsile Ficin et les frères Pulci, les membres des Arts Majeurs florentins et même le peintre Benozzo, reconnaissable parce qu'il regarde les spectateurs (selon les instructions de Leon Battista Alberti) et par l'inscription visible sur le tissu du chapeau rouge : Opus Benotii. Le réalisme des visages est considérable et est typique de l'art Renaissance.

Sur le mur suivant, le personnage barbu sur un cheval blanc est l'empereur Jean VIII Paléologue de Byzance ; les trois jeunes filles à cheval seraient les trois filles de Pierre le Goutteux, sœurs de Laurent et de Julien : Nannina, Blanche et Marie. Enfin sur le mur de gauche, on reconnaît la figure d'un vieil homme sur une mule, le portrait du pape siennois Pie II, précédant le frère cadet de Laurent, Julien de Médicis portant un léopard sur son cheval. Dans la même scène sont représentés Joseph II, patriarche œcuménique de Constantinople, Sigismond de Luxembourg et une série de dignitaires byzantins portant des attributs exotiques comme lynx et faucons.

#### Analyse
Sont représentés les symboles suivants, par trinité :
- les trois âges de l'homme : par les trois rois mages d'âges différents (jeune, d'âge mûr, vieux).
- le cycle saisonnier par les traits caractéristiques des saisons (printemps, été et automne, sauf l'hiver),
- les parties du jour (aube, midi, coucher du soleil),
- les parties du monde connu (Europe, Afrique et Asie),
- les parties du temps (passé, présent et futur),
- les vertus théologales (Foi, Espoir et Charité) par les couleurs (rouge, vert et blanc) des trois personnages des mages qui peuvent faire aussi allusion aux armoiries des Médicis.

La chapelle constitue une version élégante, moderne, mondaine du « gothique international » de Gentile da Fabriano. Le peintre emploie systématiquement l'attrait figuratif traditionnel : rochers de carton-pâte, présentation ostentatoire des attributs, changement d'échelle non justifiée par une perspective linéaire… Les arbres servent à isoler certains groupes ou personnages, mais sans qu'apparaisse une nécessité interne voulue. Relativement réservée, la couleur travaille surtout par des rapprochements de rouge et de vert, subtilement contrebalancés par les bleus et les ocres. La peinture est raffinée, facile, décorative, sans invention décisive.

### L'abside
Dans l'abside sont peints à fresque deux chœurs d'anges couronnant le retable, dans le style de Fra Angelico, et y figure une copie de la fin du Quattrocento, de l'originale Adoration de l'Enfant de l'atelier de Fra Filippo Lippi, aujourd'hui conservée à Berlin et des fresques de Benozzo Gozzoli représentant les symboles des Évangiles.

## Postérité
Le Cortège des Mages fait partie du musée imaginaire de l'historien français Paul Veyne, qui le décrit dans son ouvrage justement intitulé Mon musée imaginaire.

### Sources
- Cristina Acidini-Luchinat, La Chapelle des Mages - Benozzo Gozzoli , traduit de l'italien par Françoise Liffran, éd. Gallimard (15/11/1994).
- Daniel Arasse, L'Homme en perspective - Les primitifs d'Italie, Paris, Hazan, 2008, 336 p. (ISBN 978-2-7541-0272-8).
- Fr. Cardini, La cavalcata d’Oriente, Rome (1991), étude à partir des peintures de Gozzoli à la chapelle des Mages.